# Seznam dílů seriálu Pan profesor
Toto je seznam dílů seriálu Pan profesor. Český televizní seriál Pan profesor je od 9. září 2021 vysílán na stanici TV Nova.

## Přehled řad
| Řada | Díly | Premiéra     | Premiéra          |
| Řada | Díly | První díl    | Poslední díl      |
| ---- | ---- | ------------ | ----------------- |
| 1    | 14   | 9. září 2021 | 9. prosince 2021  |
| 2    | 10   | 1. září 2022 | 3. listopadu 2022 |

### První řada (2021)
| Č. v seriálu | Č. v řadě | Název          | Režie             | Scénář                                      | Datum premiéry     | Sledovanost (15+, v mil.) |
| ------------ | --------- | -------------- | ----------------- | ------------------------------------------- | ------------------ | ------------------------- |
| 1            | 1         | Náhradník      | Martin Kopp       | Peter Nagy, Tomáš Jarkovský                 | 9. září 2021       | 1,063                     |
| 2            | 2         | Dcera          | Martin Kopp       | Peter Nagy, Tomáš Jarkovský                 | 9. září 2021       | 0,962                     |
| 3            | 3         | Zakázaná láska | Martin Kopp       | Peter Nagy, Vendula Hlásková                | 16. září 2021      | 0,846                     |
| 4            | 4         | Táhni          | Martin Kopp       | Peter Nagy, Anna Bobreková                  | 23. září 2021      | 0,790                     |
| 5            | 5         | Boháč          | Martin Kopp       | Peter Nagy, Barbara Bulvová, Benjamin Tuček | 30. září 2021      | 0,767                     |
| 6            | 6         | Oběť           | Branislav Holiček | Peter Nagy, Vendula Hlásková                | 14. října 2021     | 0,863                     |
| 7            | 7         | Syn            | Branislav Holiček | Peter Nagy, Tomáš Jarkovský                 | 21. října 2021     | 0,766                     |
| 8            | 8         | Útěk           | Branislav Holiček | Peter Nagy, Tomáš Jarkovský                 | 28. října 2021     | 0,788                     |
| 9            | 9         | Brácha         | Branislav Holiček | Peter Nagy, Anna Bobreková                  | 4. listopadu 2021  | 0,805                     |
| 10           | 10        | Talent         | Branislav Holiček | Peter Nagy, Anna Bobreková                  | 11. listopadu 2021 | 0,830                     |
| 11           | 11        | Anorexie       | Petr Zahrádka     | Peter Nagy, Vendula Hlásková                | 18. listopadu 2021 | 0,805                     |
| 12           | 12        | Odvaha         | Petr Zahrádka     | Peter Nagy, Vendula Hlásková                | 25. listopadu 2021 | 0,825                     |
| 13           | 13        | Box            | Petr Zahrádka     | Peter Nagy, Tomáš Jarkovský                 | 2. prosince 2021   | 0,853                     |
| 14           | 14        | Záchrana       | Petr Zahrádka     | Peter Nagy, Anna Bobreková                  | 9. prosince 2021   | 0,831                     |

### Druhá řada (2022)
| Č. v seriálu | Č. v řadě | Název         | Režie             | Scénář                            | Datum premiéry    | Sledovanost |
| ------------ | --------- | ------------- | ----------------- | --------------------------------- | ----------------- | ----------- |
| 15           | 1         | Výprask       | Branislav Holiček | Anna Bobreková                    | 1. září 2022      | 0,641       |
| 16           | 2         | Výška         | Branislav Holiček | Anna Bobreková, Vendula Hlásková  | 8. září 2022      | 0,586       |
| 17           | 3         | Odchod        | Branislav Holiček | Anna Bobreková, Vadim Kuskov      | 15. září 2022     | 0,540       |
| 18           | 4         | Bezdomovec    | Branislav Holiček | Anna Bobreková, David Jiskra      | 22. září 2022     | 0,556       |
| 19           | 5         | Influencerka  | Branislav Holiček | Anna Bobreková, Milada Těšitelová | 29. září 2022     | 0,527       |
| 20           | 6         | Trial         | Jan Haluza        | Anna Bobreková, Milada Těšitelová | 6. října 2022     | 0,460       |
| 21           | 7         | Na kolenou    | Jan Haluza        | Anna Bobreková, David Jiskra      | 13. října 2022    | 0,499       |
| 22           | 8         | Věčný student | Jan Haluza        | Anna Bobreková, Tomáš Jarkovský   | 20. října 2022    | 0,433       |
| 23           | 9         | Záplata       | Jan Haluza        | Anna Bobreková, Tereza Nováková   | 27. října 2022    | 0,428       |
| 24           | 10        | Svatba        | Jan Haluza        | Anna Bobreková, Tereza Nováková   | 3. listopadu 2022 | 0,482       |